# Универзитет Монаш
Монаш универзитет (енгл. Monash University), основан 1958. године, је највећи универзитет у Аустралији.